# Masyw Armorykański

Mapa geologiczna Masywu Armorykańskiego.

Masyw Armorykański (fr. Massif armoricain) – masyw górski pochodzenia hercyńskiego, położony w północno-zachodniej Francji, na terenie regionów Bretanii i Normandii. Ten stary i zniszczony masyw sięga wysokości 300–400 m n.p.m. – jego najwyższy szczyt ma wysokość 417 m n.p.m.
Masyw zbudowany jest z prekambryjskich łupków krystalicznych i granitów. Obniżenia wypełniają młodsze osady.

## W kulturze
Gdzieś na Masywie Armorykańskim zlokalizowana jest fikcyjna wioska Asterixa i Obelixa.